# Venturi Eclectic

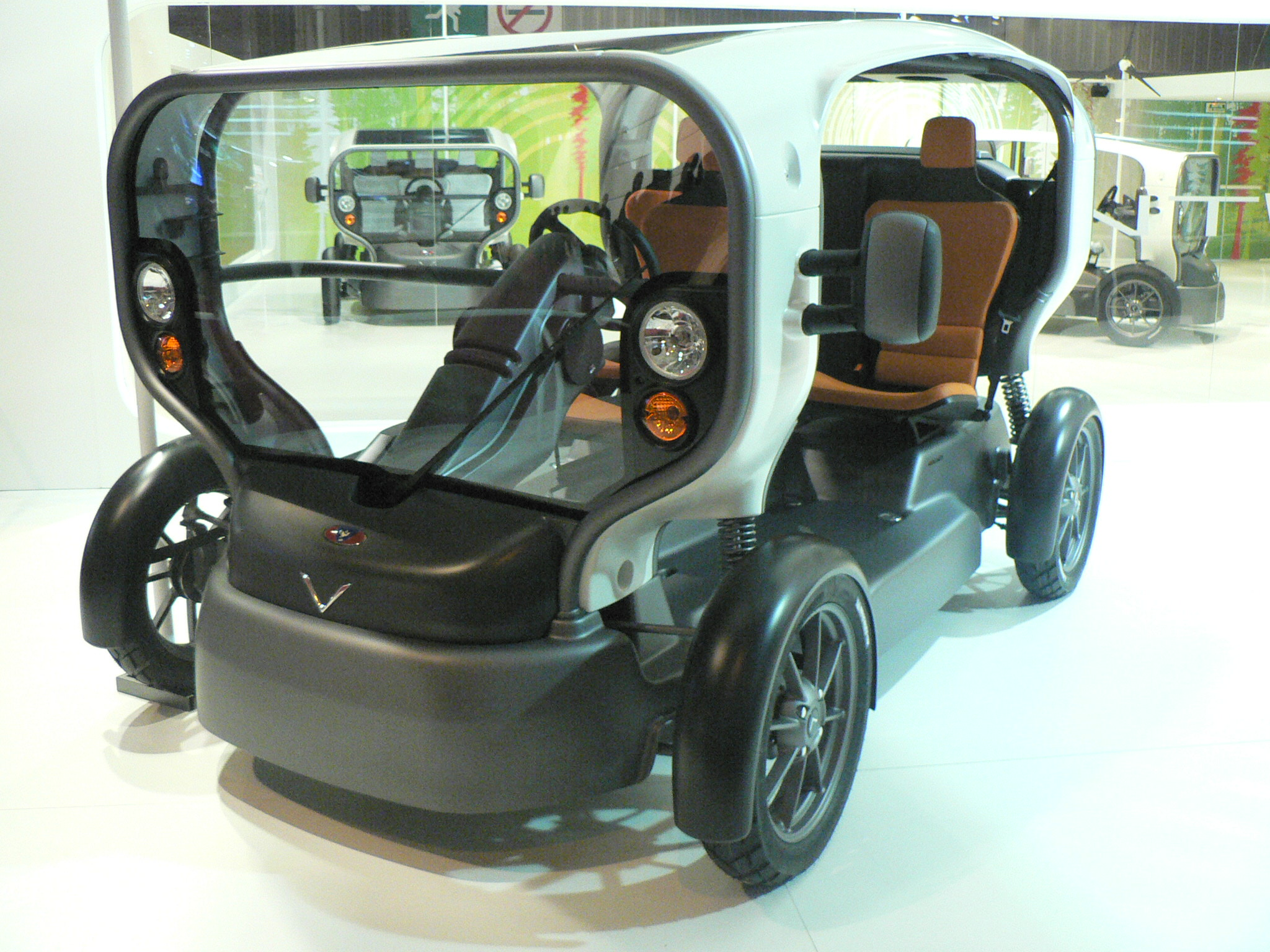
Concept 1 de laVenturi Eclectic lors du Mondial 2006.

Venturi Eclectic est un véhicule urbain électro-solaire zéro émission du constructeur automobile français Venturi. Doté d'une éolienne, il fonctionne comme une petite centrale de production et de stockage d'énergie renouvelable et se recharge sur une prise du réseau électrique. Son design est signé Sacha Lakic.